# Karen Andersdatter
Karen Andersdatter (død 1673) var Christian 4.’s frille. Karen Andersdatter fik to (måske tre) børn med Christian 4.
Hendes fader, Anders Hansen, var skriver på Bremerholm. Ifølge de sparsomme og ikke meget pålidelige efterretninger om hende skal hun have været forlovet med præsten Niels Simonsen Glostrup, men Christian IV forelskede sig i hende og førte
hende i begyndelsen af 1613 hjem på slottet fra et bryllupsgilde, hvor han havde danset med hende. 
Hun fødte kongen en eller to døtre og i 1615 sønnen Hans Ulrik Gyldenløve. Efter tre år ved hoffet forlod hun det, vistnok som følge af det ægteskab, kongen indgik med Kirstine Munk. Imidlertid sørgede han dog for Karen ved at forlene hende med øen Hven og tilstå hende en årlig pension og et par gårde i København. 1640 hed det sig, at hun skulle giftes med en studeret person: Niels Nelausen. I sin forbitrelse over det fratog kongen hende Hven og
søgte at få fat på hendes »Junker Snarensvend«, og forbindelsen måtte derfor opgives, hvilket atter formildede kongen, som forhøjede hendes årpenge, ja kort før sin død befalede, at de herefter skulle udredes af statskassen. Skønt efterfølgeren stadfæstede denne bestemmelse, havde hun dog i de følgende trange tider ondt ved at få sine penge, der udeblev i flere år, så at hun led megen
nød. 
En familietradition fortæller, at en øjenoperation i 1653 gav hende synet igen, efter at hun havde været berøvet det i 37 år; men om den fulde pålidelighed heraf er der måske grund til at tvivle. Hun døde 1673 i København.